# Platyphora

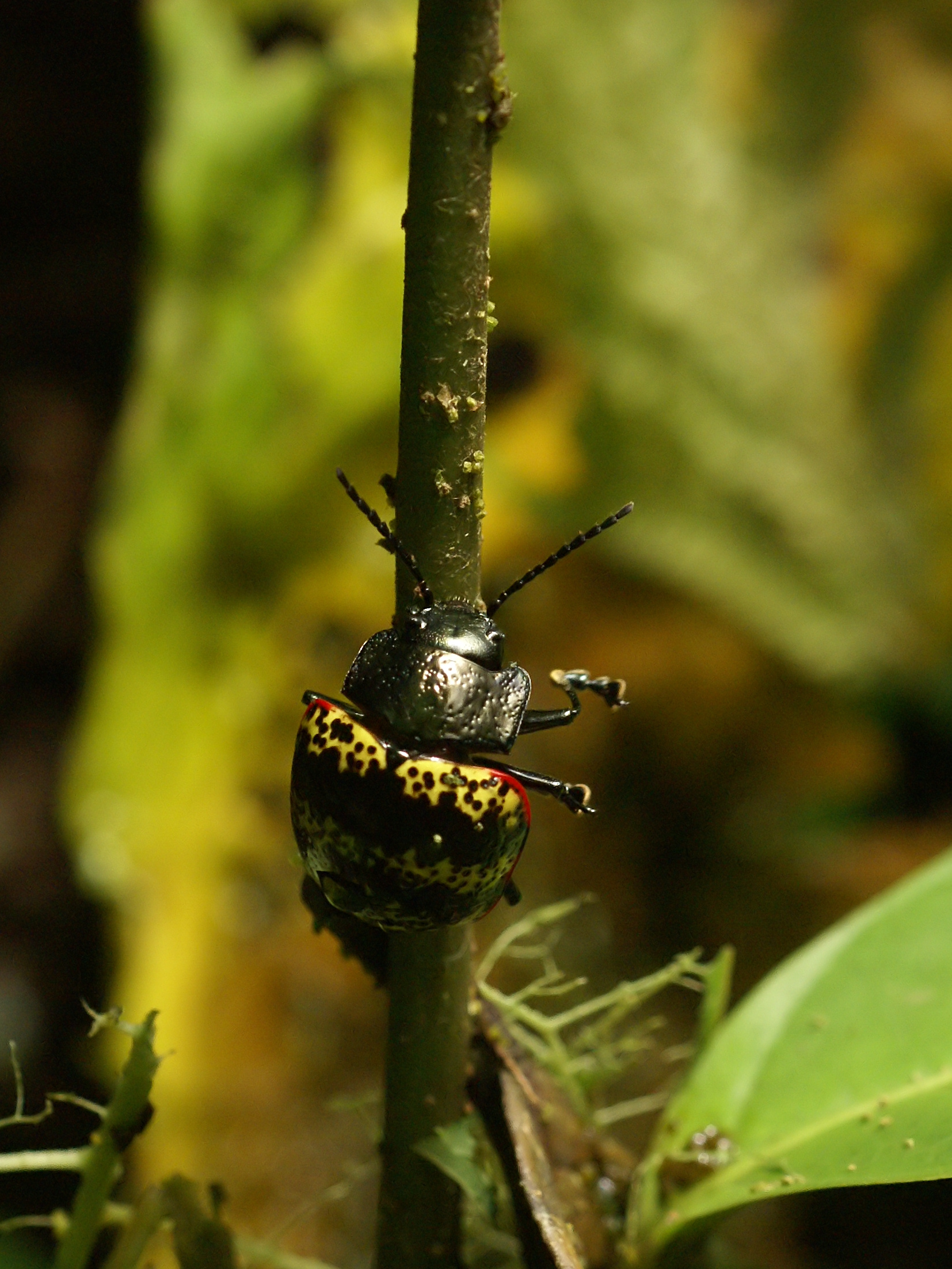
Platyphora petulans

Platyphora  (лат.) — род жуков из семейства листоедов (триба Chrysomelini). Около 450 видов.

## Описание
Мелкие растительноядные жуки. Надкрылья яркоокрашенные: жёлтые, оранжевые, белые, красноватые. Ассоциированы с растениями шести семейств: Boraginaceae, Asteraceae, Asclepiadaceae, Convolvulaceae, Solanaceae, Apocynaceae.
Характерен роговидный выступ на вентральной поверхности мезоторакса, обычно направленный вперёд и вниз.
Род Platyphora (около 450 видов) вместе с колорадским жуком (Leptinotarsa) и некоторыми другими таксонами (Doryphora) относится к подтрибе Doryphorina (триба Chrysomelini). Род был впервые выделен немецким энтомологом Йоханнесом Гистелем.
У некоторых видов обнаружены элементы субсоциального поведения, защита и ухаживание за потомством (Platyphora microspina Bechyné; Platyphora selva Daccordi). Некоторые виды рода Platyphora (например, Platyphora biforis (Germar), Platyphora  conviva (St'al), Platyphora nigronotata (St'al), Platyphora  paraguana (Jacoby)) рассматриваются в качестве потенциальных биологических агентов по сдерживанию таких видов растений как Solanum mauritianum Scop. (Solanaceae).
В качестве защитного секрета листоед Platyphora kollari вырабатывает гликозид 3-O-β-d-glucopyranosyl-(1→4)-β-d-glucuronopyranosyl-hederagenin, метаболизируя его из тритерпена beta-amyrin (в лабораторных условиях при кормлении листьями Ipomoea batatas). Гликозид сохраняется в защитных железах жука.
Личинки листоеда Platyphora boucardi поглощают и метаболизируют пирролизидиновые алкалоиды (rinderine) и передают их через фазу куколок в стадию имаго для использования в оборонительных выделениями взрослых особей.
В 1999 году у листоедов Platyphora ligata впервые среди всех насекомых были обнаружены тритерпеновые сапонины (ligatosides A & B), используемые в качестве защитных секретов. Структура одного из них была определена как 3-O-beta-D-glucuronopyranosyl-16alpha,23-dihydroxyoleanol ic acid-28-O-2-(3,4-dimethoxybenzoyl)-beta-D-glucopyranoside.
На листоедах Platyphora testudo паразитируют клещи Chrysomelobia (сем. Podapolipidae).
- Platyphora arangoi (Jacoby)
- Platyphora bicolor (Jacoby)
- Platyphora biremis (Stål)
- Platyphora clara Daccordi, 1994 — Панама[9]
- Platyphora decorata (Jacoby)
- Platyphora decurrens (Stål)
- Platyphora eucosoma (Stål)
- Platyphora flavoguttata (Jacoby)
- Platyphora furthi Daccordi, 1994 — Бразилия[9]
- Platyphora guyana Daccordi, 1994[9]
- Platyphora lativittis (Jacoby)
- Platyphora lesagei Daccordi, 1994 — Мексика[9]
- Platyphora ligata (Stål) — Панама[7]
- Platyphora macrogramma Bechyné
- Platyphora microspina Bechyné, 1954
- Platyphora nigroguttata  (Stål)
- Platyphora ocellata  (Jacoby)
- Platyphora ornata  (Jacoby)
- Platyphora panamensis  (Jacoby)
- Platyphora petulans  (Stål, 1865)
- Platyphora punctipennis (Jacoby)
- Platyphora purulensis  (Jacoby)
- Platyphora quadrisignata  (Germar)[10]
- Platyphora rileyi Daccordi, 1994 — Мексика[9]
- Platyphora rogersi (Jacoby)
- Platyphora salvini (Baly)
- Platyphora selva Daccordi, 1994 — Коста-Рика[9]
- Platyphora semiviridis (Jacoby)[11]
- Platyphora spectabilis (Stål)
- Platyphora spectanda (Stål)
- Platyphora uniformis (Jacoby)
- Platyphora vidanoi Daccordi, 1994 — Бразилия[9]
- Другие виды